# Chaumont (Yonne)
Chaumont település Franciaországban, Yonne megyében. Lakosainak száma 659 fő (2022. január 1.). Chaumont Vinneuf, Champigny, Saint-Agnan, Villeblevin és Villethierry községekkel határos.

## Népesség
A település népességének változása:
| Lakosok száma | 635  | 654  | 671  | 656  | 650  | 645  | 645  | 641  | 659  |
|               | 2013 | 2015 | 2016 | 2017 | 2018 | 2019 | 2020 | 2021 | 2022 |